# Barreiro (Ijuí)
Barreiro é um distrito rural do município brasileiro de Ijuí, no Rio Grande do Sul.